# Thanatus dhakuricus
Thanatus dhakuricus är en spindelart som beskrevs av Benoy Krishna Tikader 1960. Thanatus dhakuricus ingår i släktet Thanatus och familjen snabblöparspindlar. Inga underarter finns listade i Catalogue of Life.